# Clara Angela Macirone
Clara Angela Macirone, née le 20 janvier 1821 à Londres et morte le 19 août 1895 dans la même ville, est une pianiste et compositrice britannique.

## Biographie
Les parents de Clara Angela Macirone étaient italiens. Son père était chanteur et sa mère pianiste. Elle étudie avec Ciprian Potter et C. Lucas à la Royal Academy of Music, avant d'y devenir enseignante. Pour son contemporain Otto Ebel, elle était l'une des compositrices les plus connues et était réputée. Elle a aussi inventé un système d'enseignement musical et  le succès de sa méthode a été approuvé par des autorités telles que Sir George Alexander Macfarren, Joseph Barnby et Walter Macfarren. Elle meurt à Londres en 1895,. 

## Œuvres (sélection)
- Suite for piano and violin in E minor
- By the Waters of Babylon, anthem
- Jubilate
- Te Deum
- Benedictus[5]
- Footsteps of Angels, choral
- Come to Me Oh Ye Children (texte : Henry Wadsworth Longfellow)
- Fare thee well! and if for ever (texte : George Gordon Noel Byron, Lord Byron)
- Hesperus (texte : Edwin Arnold d’après Sappho)
- The Balaclava Charge (texte : Alfred, Lord Tennyson)
- There is dew for the flow'ret (texte : Thomas Hood)[6]